# 伊藤星
伊藤 星（いとう せい、2002年7月8日 - ）は、日本の子役である。東京都出身。血液型A型。ベリーベリープロダクション所属。

## 略歴
- 2009年からJ-beansに所属。
- 2010年4月末頃にJ-beansからヴェルヴェットキッズへ移籍した。
- 2011年5月末にヴェルヴェットキッズからベリーベリープロダクションへ移籍した。
- 2017年6月 ミラクルキャンディーベリー＋に加入。
- 2018年6月 ミラクルキャンディーベリー＋からいちごみるく色に染まりたい。に移籍。
- 2018年7月26日 愛踊祭2018～国民的アニメソングカバーコンテスト～エリア代表決定戦にてミラクルキャンディーベリー＋として最後のライブに出演。
- 2020年9月2日 POPPiNG EMOのナーナ・ポップがプロデュースするダンスボーカルユニットNAPのメンバーとして活動することを発表。

## 出演

### テレビドラマ
- 木曜ドラマ 交渉人〜THE NEGOTIATOR〜第2シリーズ（2009年12月10日・17日、テレビ朝日） - 平林のぞみ 役
- 金曜プレステージ 山村美紗サスペンス 赤い霊柩車シリーズ25・呪いの絵馬（2010年4月2日、フジテレビ）
- BS時代劇 塚原卜伝 最終回（2011年11月、NHK BSプレミアム） - 采子 役
- 木曜ミステリーシアター デカ☆黒川鈴木 第9話（2012年、ytv） - 佐々木まい 役
- 金曜プレステージ Dr.検事モロハシ（2012年3月、フジテレビ） - 大橋笑子 役
- 木曜ミステリーシアター お助け屋☆陣八（2013年、読売テレビ） - 神谷萌（幼少期）役
- ホリック〜xxxHOLiC〜 第3話（2013年3月、WOWOW） - ツバキ（小学生時代）役
- ドラマスペシャル 事件救命医〜IMATの奇跡〜（2013年10月6日、テレビ朝日） - 野口ゆり 役
- 月曜ゴールデン 北海道警察4・密売人（2015年9月21日、TBS） - 米本若菜 役
- huluオリジナル連続ドラマ企画 フジコ（2015年11月～、Hulu,J:COM） - 幼少期フジコ 役
- 下克上受験 第9話（2017年3月10日、TBS）
- アイドル×戦士 ミラクルちゅーんず! 第8話（2017年5月21日、テレビ東京）
- テッペン!水ドラ!! わにとかげぎす 第1話（2017年7月20日、TBS）
- Q & A（2018年3月24日、テレビ朝日）
- シグナル 長期未解決事件捜査班 チェインストーリー5.5話（2018年5月8日、フジテレビ） - さやか 役
- 土曜ドラマ やけに弁の立つ弁護士が学校でほえる 第4話（2018年5月12日、NHK） - 浅井樹里 役

### 映画
- 音速、その果てへ（2009年）ハナ 役
- 戦慄迷宮3D THE SHOCK LABYRINTH（2009年10月17日）10年前の遠山美由 役
- 煙をめぐる冒険（2010年）
- 霊界の扉ストリートビュー[3]（2011年8月6日）山岸葵 役
- ラビットホラー3D（2011年9月17日）図書館の少女 役
- ショートフィルム コトリコ（2014年5月29日）主演・山科香 役
- 注射針をブルーシートで（2017年）宮下ゆみ 役

### CM
- UR賃貸住宅、誰とでも友だちになれる編（2009年 - 2014年10月31日）
- 日清食品、チキンラーメン（2009年）
- 日本マクドナルド、ハッピーセット スイートプリキュア♪「プリキュアモジュレーション」篇（2011年9月5日 - 10月4日）
- バンダイ、T-PETS 2011秋冬Ver（2011年7月10日 - 10月9日）
- 日本マクドナルド、ハッピーセット スポンジ・ボブ「あっちもこっちもスポンジ・ボブ」篇（2012年1月16日 - 2月15日）
- アイリスオーヤマ「2口IHクッキングヒーター　『料理の楽しさ』編」（2013年3月15日 - 2014年3月14日）
- 「Looopでんき」ナレーション（2018年）
- webCM　三井不動産リアルティ「三井のリハウス『未来の息子』篇」（2018年5月11日 - ）
- webM SoftBank「子どものスマホ不安解決！3年B組スマ八先生 第1話  『スマホは腐ったミカンじゃないんです！』篇」（2019年2月21日 - ）
- 不二家「カントリーマアム35周年 みんなでマアム」（2019年2月26日 - ）

### バラエティ
- 痛快TVスカッとジャパン（フジテレビ）
  - ショートショートスカッと～若い新人店員にイビる女～（2018年10月15日）
  - ショートショートスカッと（2019年2月11日）

### インターネットテレビ

#### シネマ・映画
- さらさら（2006年）

#### バラエティ
- ニコニコ生放送「みんなでニコニコ囲碁サークル」ユニット『囲碁少女15(仮）』（2012年）
- ひかりTV　｢コスプレ/オタ情報満載!!パンドレッタd｣ビューティーズELEVEN・レギュラー（2019年4月7日 - 8月31日）

### オリジナルビデオ
- おくりびと怪奇譚[4]（2009年10月23日）
- 渋谷の女子高生たちが語った“呪いのリスト”6（2010年）
- 渋谷の女子高生たちが語った“呪いのリスト”7（2010年）主演・小池詩織 役
- 渋谷の女子高生たちが語った“呪いのリスト”8（2010年）